# Ernst Röhm
Ernst Julius Günther Röhm (tiếng Đức: [ˈɛɐ̯nst ˈʁøːm]; 28 tháng 11 năm 1887 – 1 tháng 7 năm 1934) là một sĩ quan quân đội Đức và là thành viên ban đầu của Đảng Quốc xã. Là một trong những thành viên của tổ chức tiền thân Đảng Công nhân Đức, ông là bạn thân và đồng minh ban đầu của Adolf Hitler và là đồng sáng lập Sturmabteilung (SA, "Tiểu đoàn Bão"), lực lượng dân quân của Đảng Quốc xã, và sau này là chỉ huy. Đến năm 1934, Quân đội Đức sợ ảnh hưởng của SA và Hitler coi Röhm là đối thủ tiềm tàng nên ông bị xử tử trong Đêm của những con dao dài.

## Qua đời
Để chuẩn bị cho cuộc thanh trừng được gọi là Đêm của những con dao dài, cả Himmler và Reinhard Heydrich, giám đốc Dịch vụ An ninh SS, đã tập hợp một hồ sơ bằng chứng được sản xuất để cho rằng Röhm đã được trả 12 triệu Reichsmark (tương đương 53 triệu 2021) của chính phủ Pháp để lật đổ Hitler. Các sĩ quan lãnh đạo trong SS đã cho thấy bằng chứng giả mạo vào ngày 24 tháng 6 rằng Röhm đã lên kế hoạch sử dụng SA để khởi động một âm mưu chống lại chính phủ (Röhm-Putsch). Theo hướng của Hitler, Gotring, Himmler, Heydrich và Victor Lutze đã lập ra danh sách những người trong và ngoài SA bị giết. Một trong những người mà Gotring tuyển dụng để hỗ trợ ông ta là Willi Lehmann, một quan chức của Gestapo và gián điệp NKVD. Vào ngày 25 tháng 6, Tướng Werner von Fritsch đã đặt Reichswehr ở mức cảnh báo cao nhất. Vào ngày 27 tháng 6, Hitler chuyển sang bảo đảm sự hợp tác của quân đội. Blomberg và Tướng Walther von Reichenau, người liên lạc của đảng cho đảng, đã đưa nó cho ông bằng cách trục xuất Röhm khỏi Liên đoàn Sĩ quan Đức. Vào ngày 28 tháng 6, Hitler đã đến Essen để tham dự một lễ kỷ niệm và tiệc cưới; từ đó ông gọi cho trợ lý của Röhm tại Bad Wiessee và ra lệnh cho các nhà lãnh đạo SA gặp ông vào ngày 30 tháng 6 lúc 11:00 sáng. Vào ngày 29 tháng 6, một bài báo có chữ ký trong Völkischer Beobachter của Blomberg đã xuất hiện trong đó Blomberg tuyên bố với sự nhiệt thành tuyệt vời rằng Reichswehr đứng đằng sau Hitler.

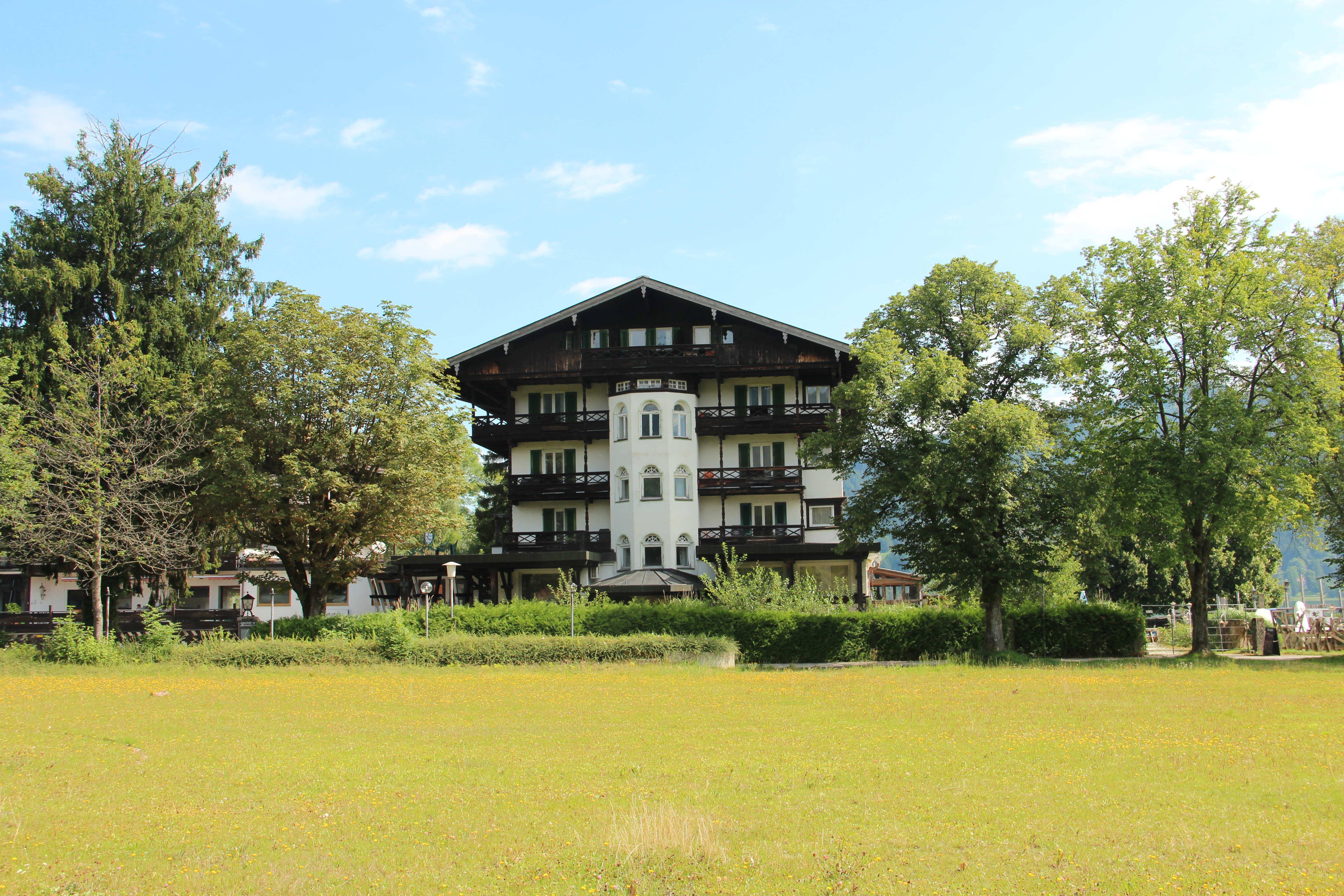
Khách sạn Lederer am See (khách sạn Hanselbauer cũ) ở Bad Wiessee trước khi phá hủy theo kế hoạch vào năm 2017

Vào ngày 30 tháng 6 năm 1934, Hitler và một nhóm lớn SS và cảnh sát thường xuyên đã bay tới Munich và đến trong khoảng thời gian từ 06:00 đến 07:00 tại khách sạn Hanselbauer ở Bad Wiessee, nơi Röhm và những người theo ông đang ở. Với sự xuất hiện sớm của Hitler, lãnh đạo SA, vẫn còn trên giường, đã bị bất ngờ. Những người SS đã xông vào khách sạn và Hitler đã đích thân đặt Röhm và các thủ lĩnh SA cấp cao khác bị bắt giữ. Theo Erich Kempka, Hitler đã biến Röhm thành "hai thám tử cầm súng lục với sự an toàn bắt được". SS tìm thấy thủ lĩnh Breslau SA Edmund Heines trên giường với một lãnh đạo đoàn quân cao cấp SA mười tám tuổi không xác định. Goebbels nhấn mạnh khía cạnh này trong tuyên truyền tiếp theo, biện minh cho cuộc thanh trừng là một cuộc đàn áp về tinh thần đạo đức. Kempka nói trong một cuộc phỏng vấn năm 1946 rằng Hitler đã ra lệnh cho cả Heines và đối tác của mình bị đưa ra ngoài khách sạn và bắn. Trong khi đó, SS đã bắt giữ các nhà lãnh đạo SA khác khi họ rời tàu của họ cho cuộc họp theo kế hoạch với Röhm và Hitler.
Mặc dù Hitler không đưa ra bằng chứng nào về âm mưu của Röhm nhằm lật đổ chế độ, tuy nhiên ông ta vẫn tố cáo sự lãnh đạo của SA. Trở về trụ sở đảng ở Munich, Hitler đã giải quyết đám đông đã tập hợp. Bị phẫn nộ, Hitler đã tố cáo "sự phản bội tồi tệ nhất trong lịch sử thế giới". Hitler nói với đám đông rằng "các nhân vật vô kỷ luật và không vâng lời và các yếu tố xã hội hoặc bệnh tật" sẽ bị tiêu diệt. Đám đông, bao gồm các đảng viên và nhiều thành viên SA may mắn thoát khỏi sự bắt giữ, đã hét lên tán thành. Joseph Goebbels, người đã ở cùng với Hitler tại Bad Wiessee, đã thiết lập giai đoạn cuối cùng của kế hoạch. Khi trở về Berlin, Goebbels đã gọi điện thoại cho Gotring lúc 10:00 với mật mã kolibri ("chim ruồi") để thả lỏng các đội hành quyết trên những nạn nhân không ngờ tới của họ. Chỉ huy Leibstandarte SS Adolf Hitler Sepp Dietrich nhận lệnh từ Hitler thành lập một "đội xử tử" và đến nhà tù Stadelheim ở Munich, nơi Röhm và các thủ lĩnh SA khác đang bị bắt giữ. Ở trong sân tù, đội bắn Leibstandarte bắn năm tướng SA và một đại tá SA. Một vài trong số những người không bị xử tử ngay lập tức được đưa trở lại doanh trại Leibstandarte tại Lichterfelde, được đưa ra một "thử nghiệm" trong một phút, và bị bắn bởi một đội bắn. Tuy nhiên, bản thân Röhm đã bị giam giữ.
Hitler đã do dự trong việc ủy quyền cho vụ hành quyết của Röhm, có lẽ vì lòng trung thành hoặc bối rối về việc xử tử một trung úy quan trọng; cuối cùng ông ta đã làm như vậy, và đồng ý rằng Röhm nên có lựa chọn tự sát. Vào ngày 1 tháng 7, SS-Brigadeführer Theodor Eicke (sau này là Kommandant của trại tập trung Dachau) và SS-Obersturmbannführer Michael Lippert đã đến thăm Röhm. Khi ở trong phòng giam của Röhm, họ đưa cho ông một khẩu súng lục Browning chứa một hộp đạn và nói với ông rằng ông có mười phút để tự sát hoặc họ sẽ làm điều đó cho ông. Röhm im lặng, nói với họ: "Nếu tôi bị giết, hãy để Adolf tự làm điều đó." Không nghe thấy gì trong thời gian quy định, Eicke và Lippert trở lại phòng giam của Röhm lúc 14:50 để thấy ông đứng, với bộ ngực trần phập phồng trong một cử chỉ thách thức. Eicke và Lippert sau đó bắn Röhm, giết chết ông. SA-Obergruppenführer Viktor Lutze, người đã theo dõi Röhm, được đặt tên là Stabschef SA mới.
Trong khi một số người Đức bị sốc bởi vụ giết người từ ngày 30 tháng 6 đến ngày 2 tháng 7 năm 1934, nhiều người khác đã coi Hitler là người đã khôi phục lại "trật tự" cho đất nước. Tuyên truyền của Goebbels đã nêu bật "Röhm-Putsch" trong những ngày sau đó. Đồng tính luyến ái của Röhm và các nhà lãnh đạo SA khác đã được công khai để thêm "giá trị sốc", mặc dù tính dục của Röhm và các nhà lãnh đạo SA có tên khác đã được Hitler và các nhà lãnh đạo Đức Quốc xã khác biết trong nhiều năm.
Việc thanh trừng SA đã được hợp pháp hóa vào ngày 3 tháng 7 với một nghị định gồm một đoạn: Luật về các biện pháp tự vệ nhà nước, một bước mà nhà sử học Robin Cross tranh luận đã được Hitler thực hiện để che dấu vết của chính mình. Luật tuyên bố: "Các biện pháp được thực hiện vào ngày 30 tháng 6, 1 và 2 tháng 7 để đàn áp các cuộc tấn công phản quốc là hợp pháp như là hành động tự vệ của Nhà nước." Vào thời điểm đó, không có tài liệu tham khảo nào được đưa ra cho cuộc nổi loạn SA bị cáo buộc, mà chỉ có các tài liệu tham khảo khái quát về hành vi sai trái, đồi trụy và một số loại cốt truyện. Trong một bài phát biểu trên toàn quốc tới Reichstag vào ngày 13 tháng 7, Hitler đã biện minh cho cuộc thanh trừng là một sự bảo vệ chống lại tội phản quốc. Trước khi sự kiện Đêm của những con dao dài kết thúc, không chỉ Röhm đã chết, mà hơn 200 người khác đã bị giết, bao gồm quan chức Đức Quốc xã Gregor Strasser, cựu thủ tướng Kurt von Schle Rich, và thư ký của Franz von Papen, Edgar Jung. Hầu hết những người bị giết không có chút liên kết nào với Röhm nhưng bị giết vì lý do chính trị.
Trong một nỗ lực để xóa Röhm khỏi lịch sử Đức, tất cả các bản sao của bộ phim tuyên truyền năm 1933 The Victory of Faith (Der Sieg des Glaubens) với sự xuất hiện của Röhm đã bị phá hủy vào năm 1934, có lẽ là theo lệnh của Hitler.